# Freudental (powiat Ludwigsburg)
Freudental – miejscowość i gmina w Niemczech, w kraju związkowym Badenia-Wirtembergia, w rejencji Stuttgart, w regionie Stuttgart, w powiecie Ludwigsburg, wchodzi w skład związku gmin Besigheim. Leży ok. 18 km na północny zachód od Ludwigsburga, na terenie Parku Natury Stromberg-Heuchelberg.

## Współpraca
Miejscowość partnerska:
- Beucha – dzielnica Brandis, Saksonia